# StarCraft: Cruciada lui Liberty
Cruciada lui Liberty (Liberty's Crusade, martie 2001, ISBN 0-671-04148-7) este un roman științifico-fantastic militar de Jeff Grubb. Este al doilea roman  scris pe baza universului/francizei StarCraft după StarCraft: Uprising de Micky Neilson. StarCraft: Uprising  a apărut inițial ca e-book în decembrie 2000 și prezintă originea personajului Sarah Kerrigan, dar Cruciada lui Liberty este prima nuvelizare StarCraft care a fost publicată pe hârtie.
În noiembrie 2007 a apărut The StarCraft Archive care conține e-book-ul/cartea Uprising și cărțile tipărite Cruciada lui Liberty (2001), StarCraft: Shadow of the Xel'Naga (Umbra Xel'Naga, apărută prima dată în iulie 2001), StarCraft: Speed of Darkness (Viteza întunericului, apărută prima dată în iunie 2002).
Este prima parte a unei trilogii StarCraft în limba română din care mai fac parte romanele Umbra Xel'Naga de Gabriel Mesta (Kevin J. Anderson) și Viteza întunericului de Tracy Hickman. În limba română a apărut la Editura Almatea în 2008. 
Romanul StarCraft: Cruciada lui Liberty descrie aventurile lui Michael Liberty, reporter de război pentru UENEN, care a fost detașat în Escadrila Alfa a Infanteriei Confederate, o unitate Terrană de elită.

## Prezentare
Lucrarea descrie prima campanie din jocul video StarCraft din 1998.
Michael Liberty, care, din cauza unei serii de rapoarte scandaloase, a fost exilat în armată pentru a descrie viața soldaților, devine inevitabil un martor al invaziei Zergilor asupra Confederației Terrane. Datorită statutului său de reporter care descrie luptele, Michael se va întâlni cu multe personaje cheie din StarCraft și va asista la cele mai interesante evenimente.

## Rezumat
Reporterul Michael Liberty a fost atribuit navei Norad II, nava de comandă a lui Edmund Duke, după ce a jignit puternic cu articolele sale una dintre vechile familii ale Confederației Terrane.
Acolo, Liberty a fost martorul unei lumi Terrane infestată de zergi, Chau Sara, distrusă de către flota protos de sub comanda lui Tassadar. El a făcut câteva observații impertinente (cum ar fi întrebarea cum de generalul Duke știa numele de „protoss”) și a fost gonit din centrul de control al navei; din acest moment, rapoartele sale a fost „pierdute în transmisie” sau modificate până la limita falsificării.
Norad II a mers apoi în lumea soră a lui Chau Sara, Mar Sara, unde Liberty a fost aruncat afară de pe navă. În procesul de investigare a recentului incident, Liberty a întâlnit-o pe locotenentul Sarah Kerrigan, pe mareșalul Jim Raynor și pe liderul rebel Arcturus Mengsk al organizației Fii lui Korhal. A fost martor la apărarea lui Raynor la Backwater Station și la închiderea sa nedreaptă ulterioară de către Edmund Duke. Liberty a evadat cu Raynor de Fiii lui Korhal și l-a ajutat pe Raynor în atacarea clădirii Jacobs, de unde au furat tehnologia secretă confederată și au aflat despre experimentele lor asupra zergilor.
Liberty a călătorit cu Fiii lui Korhal pe Antiga Prime și a început să lucreze pentru Mengsk, în mod evident ca propagandist al lui Korhal. El a fost supărat când confederații i-au modificat rapoartele într-o propaganda anti-Mengsk (și deci pro-confederată), suficient pentru a lucra alături de Kerrigan în timp ce a strecurat tehnologia furată recent decriptată într-o bază confederată. După ce au fost surprinși de o nouă tehnică confederată și au fost obligați să înfrunte un ochi ciudat și un terran infestat, au plantat dispozitivul, chemând un roi masiv de zergi pentru a distruge blocada confederată.
Liberty  și-a dat seama curând că Mengsk este la fel de corupt, fanatic și brutal ca și Confederația cu care se lupta - Mengsk chiar l-a forțat pe generalul Duke să intre în serviciul său, dar Liberty nu a renunțat la el până nu a abandonat-o pe Kerrigan zergilor de pe Tarsonis. Simultan, Raynor și Liberty au fost dezgustați de actul lui Mengsk de a lăsa populația din Tarsonis să moară numai pentru ca Confederația să poată cădea, punându-l pe Mengsk într-o poziție de putere. Raynor a avut o luptă cu Duke și apoi l-a abandonat pe Mengsk. Liberty l-a însoțit, în ciuda unei oferte finale de putere și influență din partea lui Mengsk și a fostului șef al lui Liberty, Handy Anderson.
Liberty a difuzat manifestul său, care a fost interceptat de zerg și respins de Kerrigan, acum regina zergilor. Manifestul a început să miște partea umană din ea, dar a rămas zerg și a început să reexamineze transmisia pentru informații tactice pe care le putea folosi în avantajul speciei sale.

## Personaje
- Michael Daniel Liberty, reporter de război pentru UENEN-Universe News Network, repartizat pe Norad II
- Edmund Duke, general, comandant al navei de luptă (battlecruiser) Norad II, membru al vechii familii Duke de pe planeta Tarsonis din sectorul Koprulu
- Arcturus Mengsk, liderul rebel al organizației Fii lui Korhal care luptă contra Confederației Terrane. A fondat apoi Dominionul Terran și s-a proclamat împărat
- Sarah Kerrigan, locotenent Terran, regina infestată a zergilor
- Jim Raynor mareșalul închis pe nedrept de generalul Duke, asociat cu Liberty
- Handy Anderson, șeful UENEN-Universe News Network și al Michael Daniel Liberty

## Cuprins
- Antebelic

1. Șleahta din presă
2. Un post călduț
3. Sistemul Sara
4. La sol pe Mar Sara
5. Baza Anthem
6. Rizom
7. Aranjamente
8. Zergii și protossii
9. Șerif și fantomă
10. Epava Lui Norad II
11. Șah
12. În burta bestiei
13. În căutarea sufletului
14. Epicentro
15. Se dărâmă șandramaua (dovedit științific)
16. Negura războiului
17. Pe drumuri neumblate

## Legături externe
- en  Istoria publicării lucrării StarCraft: Cruciada lui Liberty la Internet Speculative Fiction Database

## Vezi și
- Listă de opere științifico-fantastice militare și autori